# ユスフ・ハビビ
バハルディン・ユスフ・ハビビ（Bacharuddin Jusuf Habibie、1936年6月25日 - 2019年9月11日）は、インドネシアの技術者、政治家である。スハルト政権末期の副大統領を務め、スハルト辞任後、同国の第3代大統領に昇格した（在任：1998年 - 1999年）。政治家になる前はドイツの航空機メーカー・メッサーシュミットの副社長を務めていた。

## 経歴
スラウェシ島（南スラウェシ州パレパレ）出身。幼少の頃、当時南スラウェシ派遣軍司令官としてスラウェシ島に赴任していたスハルトの知遇を得る。
ジャワ島西部のバンドゥン工科大学（ITB）（バンドン工科大学）に入学したが、留学のため中退し、西ドイツ（当時）のアーヘン工科大学航空工学科に入学。1960年に同科を卒業して、同大学助手に就任。1965年、工学博士号を取得した。
1963年にタルボット（現ボンバルディア・トランスポーテーション）に入社。その後も航空機エンジニアとして、ドイツの航空機産業界に籍を置きながら、1974年にはメッサーシュミット・ベルコウ・ブロムの副社長（技術応用部長）を務める（1978年まで）。MBB在職中にはエアバスA300の開発に参加している。
1974年、インドネシアに帰国し、同国の石油公社プルタミナの総裁補佐官、およびスハルト政権の先端技術・航空工学担当大統領補佐官に就任する。その後も1980年代末まで、研究技術担当国務大臣、バタム工業開発庁長官、技術評価応用庁（BPPT）長官、戦略産業庁長官を歴任し、同国の先端技術育成部門での地位を確立した。
1990年12月、インドネシア・イスラム知識人協会（ICMI）の設立とともに、同協会の議長に就任した。
1995年8月10日、みずから開発を指揮した国産旅客機N-250の飛行を成功させ、同国の独立50周年に花を添えたが、この旅客機を成算ベースに乗せることはできず、1997年のアジア通貨危機により開発は中止となり、国費の無駄遣いであるとの批判を招いた。こうした批判の声は、国軍首脳部、経済テクノクラットの間から聞かれたが、ハビビが一貫してインドネシアの先端工業部門での地位を維持し続けたのは、他ならぬ大統領スハルトの強い支持があったからである。
アジア通貨危機後、国内のスハルト退陣要求の声をよそに、1998年3月、スハルトが大統領に7選されると、ハビビは副大統領に就任した。しかし、その直後から国内で頻発したデモや暴動などを沈静化することができず、同年5月にスハルトは大統領辞任を表明。任期途中での大統領辞任を受けて、副大統領ハビビが大統領に昇格した。
ハビビは、民主化を要求する各勢力の機先を制する形で、矢継ぎ早に結社の自由や言論の自由を認める政策を打ち出したが、その「スハルトの子飼い」としてのカラーを払拭することはできず、政権の求心力は弱かった。そのため当初から、インドネシア政局ではハビビ政権を暫定政権とみる向きが強かった。
1999年6月7日、そのハビビ政権が制定した新しい政党法・選挙法のもとで総選挙が実施されると、支持団体で新たに政党組織となったゴルカルを率いてこれに臨んだが、得票率でメガワティ・スカルノプトゥリ率いる闘争民主党の後塵を拝する。その後の大統領指名選挙ではゴルカルの支持を失って出馬を断念。同年10月10日、アブドゥルラフマン・ワヒドが新大統領に選出された。
2019年9月11日死去。83歳没。

## 関連文献
- 白石隆『新版インドネシア』、NTT出版、1996年
- 村井吉敬ほか『スハルト・ファミリーの蓄財』、コモンズ、1999年
- 大塚智彦『民主国家への道―ジャカルタ報道2000日』小学館、2001年